# Diplazium bolsteri
Diplazium bolsteri är en majbräkenväxtart som beskrevs av Edwin Bingham Copeland.
Diplazium bolsteri ingår i släktet Diplazium och familjen Athyriaceae. Inga underarter finns listade i Catalogue of Life.